# 金平藤春
金平藤春（学名：Alphonsea boniana）是番荔枝科藤春属的植物。分布于越南以及中国大陆的云南等地，生长于海拔400米的地区，一般生于山地疏林中。